# Andreas Langl
Andreas Langl (* 15. Oktober 1966 in Braunau am Inn) ist ein ehemaliger österreichischer Radrennfahrer.

## Sportliche Laufbahn
Langl war im Straßenradsport aktiv. 1992 siegte er im Etappenrennen Wien–Rabenstein–Gresten–Wien (Uniqa Classic) vor Peter Luttenberger.
Bei den Österreichischen Straßen-Radmeisterschaften wurde er 1991 Dritter im Straßenrennen.
1989 wurde er bei den Straßenradsport-Weltmeisterschaften 28. im Rennen der Amateure und damit bester Österreicher. 1990 belegte er den 44. Rang, 1992 wurde er 54.
Langl war Teilnehmer der Olympischen Sommerspiele 1992 in Barcelona. Im  Straßenrennen kam er auf den 54. Rang. Er startete zehnmal in der Österreich-Rundfahrt.
Er betreibt ein Consulting-Unternehmen für Marktanalyse in Wien.